# Coppa Italia 2002-2003 (fase finale)
Questa voce raccoglie un approfondimento sulle gare della fase finale dell'edizione 2002-2003 della Coppa Italia di calcio.

## Sedicesimi di finale

### Andata
| Arbitro: | Farina (Novi Ligure) |

|                              |           |  |
| Veronese 11’ Jeda 67’ (rig.) | Marcatori |  |

| Arbitro: | Morganti (Ascoli Piceno) |

|                                                             |           |              |
| Candrina 30’ D'Agostino 48’ (rig.) Anaclerio 71’ Chukwu 85’ | Marcatori | 68’ Iaquinta |

| Arbitro: | Rosetti (Torino) |

|             |           |  |
| Colombo 63’ | Marcatori |  |

| Arbitro: | Castellani (Verona) |

|           |           |  |
| Bacis 51’ | Marcatori |  |

| Arbitro: | Bertini (Arezzo) |

|             |           |                  |
| Tarozzi 86’ | Marcatori | 45’ (aut.) Terni |

| Arbitro: | Dondarini (Finale Emilia) |

|         |           |               |
| Ganz 1’ | Marcatori | 30’ Filippini |

| Arbitro: | Pellegrino (Barcellona Pozzo di Gotto) |

|             |           |  |
| Cirillo 32’ | Marcatori |  |

| Arbitro: | Saccani (Mantova) |

|                |           |                  |
| Cappellini 18’ | Marcatori | 90+1’ Vergassola |

### Ritorno
| Arbitro: | Dondarini (Finale Emilia) |

|                             |           |                               |
| Bonazzoli 24’ Gilardino 63’ | Marcatori | 98’ Cristallini (Golden goal) |

| Arbitro: | Castellani (Verona) |

|                    |           |  |
| Pizarro 76’ (rig.) | Marcatori |  |

| Arbitro: | Morganti (Ascoli Piceno) |

|               |           |                     |
| Comandini 53’ | Marcatori | 15’ (rig.) Iacopino |

| Arbitro: | Cassarà (Palermo) |

|  |           |                  |
|  | Marcatori | 15’, 66’ Beretta |

| Arbitro: | Nucini (Bergamo) |

|                               |           |  |
| Boselli 42’ Hübner 79’ (rig.) | Marcatori |  |

| Arbitro: | Pellegrino (Barcellona Pozzo di Gotto) |

|               |           |                                       |
| Matuzalém 18’ | Marcatori | 10’ Robbiati 16’ Degano 20’ Graffiedi |

| Arbitro: | Trefoloni (Siena) |

|                      |           |           |
| Kamara 30’ Taldo 42’ | Marcatori | 58’ Cozza |

| Arbitro: | Gabriele (Frosinone) |

|                |           |                          |
| Conticchio 47’ | Marcatori | 45’ Saudati 90+1’ Tavano |

### Tabella riassuntiva
| Squadra 1    | Totale | Squadra 2 | Andata | Ritorno     |
| ------------ | ------ | --------- | ------ | ----------- |
| L.R. Vicenza | 3 - 2  | Parma     | 2 - 0  | 1 - 2 (dts) |
| Bari         | 4 - 2  | Udinese   | 4 - 1  | 0 - 1       |
| Sampdoria    | 2 - 1  | Atalanta  | 1 - 0  | 1 - 1       |
| Triestina    | 3 - 0  | Como      | 1 - 0  | 2 - 0       |
| Ternana      | 1 - 3  | Piacenza  | 1 - 1  | 0 - 2       |
| Ancona       | 4 - 2  | Brescia   | 1 - 1  | 3 - 1       |
| Reggina      | 2 - 2  | Modena    | 1 - 0  | 1 - 2       |
| Empoli       | 3 - 2  | Torino    | 1 - 1  | 2 - 1       |

## Ottavi di finale

### Andata
| Arbitro: | Trefoloni (Siena) |

|                   |           |             |
| Flachi 67’ (rig.) | Marcatori | 38’ Miccoli |

| Arbitro: | Saccani (Mantova) |

|             |           |              |
| Robbiati 5’ | Marcatori | 45’ Leonardo |

| Arbitro: | Dondarini (Finale Emilia) |

|                                |           |  |
| Pancaro 10’ Inzaghi 52’ (rig.) | Marcatori |  |

| Arbitro: | Pellegrino (Barcellona Pozzo di Gotto) |

|             |           |               |
| Beretta 63’ | Marcatori | 87’ Batistuta |

| Arbitro: | Gabriele (Frosinone) |

|                |           |  |
| D'Agostino 25’ | Marcatori |  |

| Arbitro: | Morganti (Ascoli Piceno) |

|           |           |              |
| Tosto 58’ | Marcatori | 67’ de Paula |

| Arbitro: | Cassarà (Palermo) |

|             |           |              |
| Schwoch 69’ | Marcatori | 57’ Bellucci |

| Arbitro: | Palanca (Roma 1) |

|  |           |                                 |
|  | Marcatori | 66’ (rig.) Salas 90+1’ Zalayeta |

### Ritorno
| Arbitro: | Nucini (Bergamo) |

|                        |           |  |
| Vryzas 44’ Miccoli 89’ | Marcatori |  |

| Arbitro: | Pieri (Genova) |

|                                                           |           |         |
| Rui Costa 9’ Tomasson 12’, 39’ Borriello 69’ Leonardo 88’ | Marcatori | 7’ Ganz |

| Arbitro: | Castellani (Verona) |

|            |           |                        |
| Grieco 70’ | Marcatori | 45’ Chiesa 64’ Pancaro |

| Arbitro: | Dattilo (Locri) |

|                                  |                      |                      |
| Maietta 33’ (aut.)               | Marcatori            | 72’ Fava             |
| De Rossi Montella Zebina Candela | Tiri di rigore 4 – 1 | Ferri Bega Gubellini |

| Arbitro: | Cassarà (Palermo) |

|                      |           |                                  |
| Sérgio Conceição 56’ | Marcatori | 58’ (aut.) Gamarra 90+4’ Spinesi |

| Verona 18 dicembre 2002, ore 17.30 CET | Chievo             | 0 – 0 referto | Piacenza | Stadio Marcantonio Bentegodi (1.000 spett.)\| Arbitro: \| Preschern (Mestre) \| |
| Arbitro:                               | Preschern (Mestre) |               |          |                                                                                 |

| Arbitro: | Palanca (Roma 1) |

|  |           |                                  |
|  | Marcatori | 88’ Sgrigna 90+2’ (rig.) Schwoch |

| Arbitro: | Tombolini (Ancona) |

|  |           |              |
|  | Marcatori | 21’ Maffucci |

### Tabella riassuntiva
| Squadra 1    | Totale | Squadra 2 | Andata | Ritorno         |
| ------------ | ------ | --------- | ------ | --------------- |
| Sampdoria    | 1 - 3  | Perugia   | 1 - 1  | 0 - 2           |
| Ancona       | 2 - 6  | Milan     | 1 - 1  | 1 - 5           |
| Lazio        | 4 - 1  | Empoli    | 2 - 0  | 2 - 1           |
| Triestina    | 2 - 2  | Roma      | 1 - 1  | 1 - 1 (2-5 dcr) |
| Bari         | 3 - 1  | Inter     | 1 - 0  | 2 - 1           |
| Piacenza     | 1 - 1  | Chievo    | 1 - 1  | 0 - 0           |
| L.R. Vicenza | 3 - 1  | Bologna   | 1 - 1  | 2 - 0           |
| Reggina      | 1 - 2  | Juventus  | 0 - 2  | 1 - 0           |

## Quarti di finale

### Andata
| Milano 14 gennaio 2003, ore 21.00 CET | Milan                     | 0 – 0 referto | Chievo | Stadio Giuseppe Meazza (3.598 spett.)\| Arbitro: \| Dondarini (Finale Emilia) \| |
| Arbitro:                              | Dondarini (Finale Emilia) |               |        |                                                                                  |

| Arbitro: | Morganti (Ascoli Piceno) |

|                                     |           |                |
| Castromán 41’ D'Agostino 90’ (aut.) | Marcatori | 66’ D'Agostino |

| Arbitro: | Saccani (Mantova) |

|              |           |                  |
| Zalayeta 43’ | Marcatori | 44’, 53’ Miccoli |

| Arbitro: | Ayroldi (Molfetta) |

|               |           |                             |
| Zanchetta 70’ | Marcatori | 40’ Montella 66’ Delvecchio |

### Ritorno
| Arbitro: | Messina (Bergamo) |

|                               |           |                                                         |
| Beghetto 69’ Franceschini 81’ | Marcatori | 1’ Kaladze 43’, 63’ Seedorf 45’ Tomasson 84’ Dalla Bona |

| Bari 21 gennaio 2003, ore 21.00 CET | Bari                 | 0 – 0 referto | Lazio | Stadio San Nicola (40.000 spett.)\| Arbitro: \| Farina (Novi Ligure) \| |
| Arbitro:                            | Farina (Novi Ligure) |               |       |                                                                         |

| Arbitro: | Paparesta (Bari) |

|                                   |           |  |
| Miccoli 84’ Zé Maria 90+5’ (rig.) | Marcatori |  |

| Arbitro: | Tombolini (Ancona) |

|                                                           |           |                                         |
| Delvecchio 10’, 21’, 37’ Emerson 39’, 79’ Cafu 89’ (rig.) | Marcatori | 5’ Jeda 44’ (rig.) Schwoch 75’ Veronese |

### Tabella riassuntiva
| Squadra 1    | Totale | Squadra 2 | Andata | Ritorno |
| ------------ | ------ | --------- | ------ | ------- |
| Milan        | 5 - 2  | Chievo    | 0 - 0  | 5 - 2   |
| Lazio        | 2 - 1  | Bari      | 2 - 1  | 0 - 0   |
| Juventus     | 1 - 4  | Perugia   | 1 - 2  | 0 - 2   |
| L.R. Vicenza | 4 - 8  | Roma      | 1 - 2  | 3 - 6   |

## Semifinali

### Risultati
| Arbitro: | Trefoloni (Siena) |

|           |           |                         |
| Fiore 76’ | Marcatori | 12’ Cassano 49’ Emerson |

| Perugia 6 febbraio 2003, ore 21.00 CET | Perugia            | 0 – 0 referto | Milan | Stadio Renato Curi (12.000 spett.)\| Arbitro: \| Ayroldi (Molfetta) \| |
| Arbitro:                               | Ayroldi (Molfetta) |               |       |                                                                        |

### Ritorno
| Arbitro: | Collina (Viareggio) |

|              |           |  |
| Montella 56’ | Marcatori |  |

| Arbitro: | Rodomonti (Roma 1) |

|                        |           |                |
| Tomasson 41’ Nesta 52’ | Marcatori | 83’ Caracciolo |

### Tabella riassuntiva
| Squadra 1 | Totale | Squadra 2 | Andata | Ritorno |
| --------- | ------ | --------- | ------ | ------- |
| Lazio     | 1 - 3  | Roma      | 1 - 2  | 0 - 1   |
| Perugia   | 1 - 2  | Milan     | 0 - 0  | 1 - 2   |

## Finale

### Andata
| Arbitro: | Paparesta (Bari) |

| |            | |
| Totti 28’ | Marcatori  | 62’ (rig.) 72’ Serginho 70’ Ambrosini 89’ Ševčenko |
| · Ivan Pelizzoli · Jonathan Zebina · Walter Samuel · Christian Panucci · 86’ Cafu · Damiano Tommasi · 80’ Emerson · Olivier Dacourt · Vincent Candela · 75’ Antonio Cassano · Francesco Totti · A disposizione: · Carlo Zotti · Aldair · Davide Bombardini · 75’ Marco Delvecchio · 86’ Gianni Guigou · 80’ Daniele De Rossi · Traïanos Dellas | Formazioni | · Christian Abbiati · Dario Šimić 69’ · Martin Laursen · Roque Júnior · Thomas Helveg · Cristian Brocchi · Fernando Redondo · Massimo Ambrosini · Serginho 86’ · Jon Dahl Tomasson 71’ · Rivaldo · A disposizione: · Valerio Fiori · K'akhaber K'aladze 69’ · Andrij Ševčenko 71’ · Alessandro Nesta · Andrea Pirlo · Samuele Dalla Bona 86’ · Ibrahim Ba |
| Fabio Capello | Allenatori | Carlo Ancelotti |

### Ritorno
| Arbitro: | Rosetti (Torino) |

| |            | |
| Rivaldo 65’ F.Inzaghi 90’ | Marcatori  | 56’ 64’ Totti |
| · Christian Abbiati · 83’ Dario Šimić · Alessandro Nesta · Martin Laursen · Paolo Maldini · 89’ Gennaro Gattuso · Fernando Redondo · 60’ Clarence Seedorf · Rivaldo · Serginho · Filippo Inzaghi · A disposizione: · Dida · 83’ Thomas Helveg · 89’ K'akhaber K'aladze · Ibrahim Ba · 60’ Manuel Rui Costa · Andrea Pirlo · Samuele Dalla Bona | Formazioni | · Ivan Pelizzoli · Jonathan Zebina · Walter Samuel · Christian Panucci · Vincent Candela 85’ · Damiano Tommasi 54’ · Emerson · Olivier Dacourt 78’ · Lima · Francesco Totti · Antonio Cassano · A disposizione: · Marco Paoloni · Diego Fuser 85’ · Vincenzo Montella · Leandro Cufré · Marco Delvecchio 54’ · Gianni Guigou · Daniele De Rossi 78’ |
| Carlo Ancelotti | Allenatori | Fabio Capello |

### Tabella riassuntiva
| Squadra 1 | Totale | Squadra 2 | Andata | Ritorno |
| --------- | ------ | --------- | ------ | ------- |
| Roma      | 3 - 6  | Milan     | 1 - 4  | 2 - 2   |